# Tribunal Federal de Conciliación y Arbitraje (México)

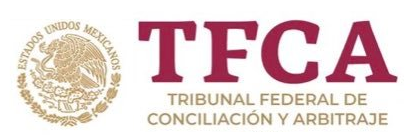
Logo del TFCA.

El Tribunal Federal de Conciliación y Arbitraje (TFCA) es un órgano colegiado con plena jurisdicción para resolver conflictos laborales entre el Estado y sus trabajadores. Su competencia está determinada por el Artículo 123, Apartado "B" de la Constitución Política de los Estados Unidos Mexicanos, y se encarga de resolver conflictos laborales individuales, colectivos e intersindicales que surjan entre las dependencias y entidades de la Administración Pública Federal, el Gobierno de la Ciudad de México, sus trabajadores y sus organizaciones sindicales.

## Antecedentes
El Tribunal Federal de Conciliación y Arbitraje (TFCA) de México tiene sus orígenes en el contexto laboral y social que prevaleció en el país tras la Revolución Mexicana de 1910. Esta revolución trajo consigo demandas significativas por mejorar las condiciones laborales y la justicia social, lo que impulsó la necesidad de una estructura que pudiera resolver conflictos entre trabajadores y patrones.
El 1 de mayo de 1917, con la promulgación de la Constitución Política de los Estados Unidos Mexicanos, se establece un marco legal que reconoce los derechos de los trabajadores, así como la importancia de la conciliación como mecanismo para resolver disputas laborales. Esto sentó las bases para la creación de instituciones que pudieran atender y resolver los conflictos laborales de manera justa y equitativa.
Fue en 1931 cuando se creó oficialmente el Tribunal de Conciliación y Arbitraje mediante el establecimiento de la Ley de Relaciones de Trabajo. Esta institución evolucionó para convertirse en el Tribunal Federal de Conciliación y Arbitraje, con el objetivo de atender conflictos laborales a nivel federal, garantizando un acceso a la justicia eficiente para los trabajadores al servicio del Estado.
Desde su fundación, el TFCA ha jugado un papel crucial en la mediación de conflictos laborales, la aprobación de laudos y el registro de sindicatos, promoviendo así el diálogo y la paz laboral en el país. A lo largo de los años, el Tribunal ha sido objeto de diversas reformas que han fortalecido su capacidad para cumplir su misión de manera más efectiva, reflejando los cambios en la política laboral y social de México.
El TFCA ha continuado adaptándose a las nuevas realidades del mundo laboral, asegurando que las disputas entre trabajadores y empleadores se resuelvan en conformidad con los principios de justicia y equidad que rigen la Constitución Mexicana.

## Actualidad e integración
De acuerdo con el Artículo 118 de la Ley Federal de los Trabajadores al Servicio del Estado, el TFCA está conformado de la siguiente manera:
El Pleno:
Integrado por la totalidad de los Magistrados de las Salas y un Magistrado adicional, designado por el presidente de la República, quien funge como Presidente del Tribunal.
Las Salas:
Cada Sala está compuesta por tres Magistrados:
Uno designado por el Gobierno Federal.
Uno en representación de los trabajadores, nombrado por la Federación de Sindicatos de Trabajadores al Servicio del Estado.
Un tercer árbitro, elegido por los dos anteriores, quien funge como Presidente de la Sala.
Actualmente, el Tribunal cuenta con ocho Salas

## Facultades
Facultades del Tribunal
Conforme al Artículo 125 de la Ley Federal de los Trabajadores al Servicio del Estado, el Tribunal es competente para:
1. Resolver conflictos individuales entre los titulares de una dependencia o entidad y sus trabajadores.
2. Conocer y resolver conflictos colectivos entre el Estado y las organizaciones de trabajadores al servicio del mismo.
3. Otorgar y, en su caso, cancelar el registro de los sindicatos.
4. Atender conflictos sindicales e intersindicales.
5. Registrar las Condiciones Generales de Trabajo, los Reglamentos de Escalafón, los Reglamentos de las Comisiones Mixtas de Seguridad e Higiene, así como los Estatutos de los Sindicatos.

Facultades del Pleno
El Artículo 124-A establece que el Pleno del Tribunal tiene las siguientes atribuciones:
- Expedir el Reglamento Interior y los manuales de organización del Tribunal.
- Unificar criterios procesales en las distintas Salas, evitando tesis contradictorias.
- Tramitar y resolver asuntos en materia de conflictos colectivos, sindicales e intersindicales.
- Determinar la creación de nuevas Salas y Salas Auxiliares, en función de las necesidades del servicio.
- Ejercer las demás facultades que le confieran las disposiciones legales aplicables.

Facultades de las Salas
Según el Artículo 124-B, son atribuciones de las Salas:
- Conocer, tramitar y resolver los conflictos individuales entre las dependencias o entidades y sus trabajadores.
- Ejercer las funciones adicionales que les confieran las leyes aplicables.

## Magistrados Presidentes
- Cristóbal Arias Solís (desde agosto de 2025)
- José Luis Rodríguez Díaz de León (2024–2025)
- Placido Humberto Morales Vázquez (2019–2024)
- Rosalinda Vélez Juárez (2018–2019)
- Luis Gerardo de la Peña Gutiérrez (2015–2018)
- Álvaro Castro Estrada (2012–2015)
- Alfredo Farid Barquet Rodríguez (2001–2012)
- Pedro Ojeda Paullada (1995–2001)
- Juan Lara Domínguez (1993–1995)
- Jesús Ramón Medina Pallán (1990–1993)
- Andrés Melo Abarrátegui (1976–1990)
- Humberto Acevedo Astudillo (1970–1976)
- Jorge Saracho Álvarez (1964–1970)
- José Luis Gutiérrez G. (1962–1964)